# ليان موريارتي
ليان موريارتي (بالإنجليزية: Liane Moriarty)‏ (ولدت في عام 1966).هي كاتبة أسترالية، وهي اخت الأديب جاكلين موريارتي. بعد الخروج من المدرسة، عملت موريارتي في مجال الإعلان والتسويق في شركة النشر القانونية.
وفي عام 2004م، بعد الحصول على درجة الماجستير في جامعة ماكواري في سيدني كتبت روايتها الأولى (ثلاث رغبات) كجزء من درجة الماجستير،وتم نشرها لاحقا.
وقد تم نشر خمس روايات أخرى لها.
تعيش موريارتي في سيدني مع زوجها واثنين من الأطفال.

## المؤلفات

### الكبار
- ثلاث أمنيات (2004).
- الذكرى الأخيرة (2006).
- ما نسيت أليس (2010).
- المنوم المغناطيسي قصة الحب (2011).
- الزوج السري (2013).
- الأكاذيب الصغيرة الكبيرة (2014).
- حقا مذنب بجنون (2016).

### الأطفال
- مشكلة الإرعاب مع الأميرة بترونيلا (2009).
- مشكلة الصدمة على كوكب شوبل (2009).
- حرب شريرة على كوكب النزوة (2010).

## روابط خارجية
- ليان موريارتي على موقع IMDb (الإنجليزية)
- ليان موريارتي على موقع ميوزك برينز (الإنجليزية)